# Miami Caliente
Le Miami Caliente sono state una squadra della Lingerie Football League (ora Legends Football League). Le attività della squadra sono al momento sospese.
Giocavano al BankAtlantic Center di Sunrise, in Florida.

## Colori
Le Caliente indossano slip e reggiseno azzurri con bordo bianco.
I colori ricordano quelli dei Miami Dolphins della National Football League.

## Campionati disputati
Per il 2006 si era parlato di un ampliamento della lega da quattro a otto squadre e una delle quattro squadre aggiunte avrebbe dovuto essere quella delle Miami Caliente. Tuttavia l'idea dell'allargamento a otto squadre era poi caduta.
Le Caliente avrebbero dovuto essere una delle quattro squadre del campionato del 2009. Negli ultimi giorni il torneo era stato dapprima ridotto a una sola partita tra Miami Caliente e Tampa Breeze e quindi del tutto annullato.
Il primo campionato cui hanno effettivamente partecipato è quello a dieci squadre del 2009-2010.

### 2009-2010
Risultati: 4.9.2009: Chicago Bliss - Miami 29-19; 6.11.2009: Philadelphia Passion - Miami 26-37 (MVP: Tina Caccavale); 13.11.2009: Miami - New York Majesty 49-7 (MVP: Taira Turley); 22.01.2010: Miami - Tampa Breeze 18-28.
Riepilogo regular season: 2 vinte - 2 perse. Punti fatti / subiti: 123/90. Touchdowns: 18. Secondo posto per differenza punti: accede alla semifinale.
Semifinale: Chicago Bliss - Miami 20-7.

## Giocatrici di rilievo
- Tina Caccavale (n. 19 gennaio 1983, di Hollywood, Florida). Giocatrice anche delle Miami Fury della Independent Women's Football League. È la recordista della LFL per yards ricevute. Ha anche il record per il numero di intercetti in una partita (2).
- Anonka Dixon (n. 4 novembre 1977, di Miami). Quarterback. Ha giocato per anni per le Miami Fury della Independent Women's Football League.
- Ronkia "Kiki" Toombs (n. 30 giugno 1988, di Miami). Ha giocato nella Independent Women's Football League con le Miami Fury (sua squadra attuale) e con le Atlanta Xplosion. Ha giocato una partita con le Caliente realizzando il record della lega per yard corse (161).